# Torre Cederborg
Torre Cederborg, folkbokförd Torsten Cederborg, född 17 december 1879 i Stockholm, död 7 oktober 1928 i Malmö, var en svensk skådespelare. 

## Biografi
Torsten Cederborg föddes på Jungfrugatan i Stockholm som son till handlanden Jöns Cederborg och hans hustru Axelina Mathilda, född Jonsson. Som sjuttonåring antogs han som elev vid Dramatens elevskola. Efter utbildningen engagerades han vid Hjalmar Selanders sällskap under sex år. Därefter följde två år vid Folkteatern i Göteborg. Mellan 1908 och 1916 var han engagerad vid Dramaten, innan han fick anställning vid Lorensbergsteatern. Efter tio år i Göteborg ingick han i Helsingborgs stadsteaters ensemble från 1926 fram till sin död. 
Cederborg medverkade i åtta filmer mellan åren 1910 och 1928.
Han var först gift med skådespelaren Gucken Cederborg och därefter 1915–1918 trolovad med skådespelaren Maja Cassel.
Cederborg avled av strupcancer på Malmö allmänna sjukhus. Han är begravd på Skogskyrkogården i Stockholm.

## Filmografi
- 1910 – Regina von Emmeritz och Konung Gustaf II Adolf
- 1910 – Emigrant
- 1910 – Bröllopet på Ulfåsa II
- 1911 – Järnbäraren
- 1917 – Förstadsprästen
- 1923 – Boman på utställningen
- 1927 – På kryss med Blixten
- 1928 – Hattmakarens bal

## Teater

### Roller
| År   | Roll                      | Produktion                                                | Regi              | Teater                   |
| ---- | ------------------------- | --------------------------------------------------------- | ----------------- | ------------------------ |
| 1908 | Nisse                     | Samvetets mask Ludwig Anzengruber                         | Gustaf Linden     | Dramaten                 |
| 1908 | Charlie                   | Syndafloden Henning Berger                                | Gustaf Linden     | Dramaten                 |
| 1913 | Savourette                | En parisare Edmond Gondinet                               | Knut Michaelson   | Intima teatern           |
| 1913 | Léon Vannaire             | Fästningen faller Sacha Guitry                            | Knut Michaelson   | Intima teatern           |
| 1913 | Peter Krumbak, författare | Simpson och Delila Sven Lange                             | Emil Grandinson   | Intima teatern           |
| 1913 | Sebastian Peterberg       | Dynastin Peterberg Mikael Lybeck                          | Knut Michaelson   | Intima teatern           |
| 1913 | Knäcksell                 | Positivhataren August Blanche                             | Knut Michaelson   | Intima teatern           |
| 1914 | Adolphe Mérrisel          | Den skotska regnkragen Sacha Guitry                       | Knut Michaelson   | Intima teatern           |
| 1914 | Haywood                   | Jagad John Galsworthy                                     | Emil Grandinson   | Intima teatern           |
| 1914 | Gustave Deridder          | En butiksfröken Frantz Fonson och Ferdinand Wickeler      | Gustaf Collijn    | Intima teatern           |
| 1926 | Brigoulet                 | Sam Jackson i Paris Maurice Hennequin och Henry de Gorsse | Albert Nycop      | Helsingborgs stadsteater |
| 1926 | Robert de Baudricourt     | Sankta Johanna George Bernard Shaw                        | Gösta Cederlund   | Helsingborgs stadsteater |
| 1926 | Montague Jordan           | Eliza stannar Henry V. Esmond                             | Gösta Cederlund   | Helsingborgs stadsteater |
| 1926 | Tomten                    | Julnatten i barnkammaren Carlo Keil-Möller                | Carlo Keil-Möller | Helsingborgs stadsteater |
| 1926 | Johan Elof Pireus         | Hans Majestät får vänta Oscar Rydqvist                    | Gösta Cederlund   | Helsingborgs stadsteater |
| 1927 | Gilman                    | Vi och de våra John Galsworthy                            | Gösta Cederlund   | Helsingborgs stadsteater |
| 1927 | Måns Nilsson i Aspeboda   | Gustav Vasa August Strindberg                             | Gösta Cederlund   | Helsingborgs stadsteater |
| 1927 | En hovmästare             | Min fröken mor Louis Verneuil                             | Albert Nycop      | Helsingborgs stadsteater |
| 1927 | Mansky                    | Komedin på slottet Ferenc Molnár                          | Albert Nycop      | Helsingborgs stadsteater |
| 1927 | Carl Gustav               | Kristina August Strindberg                                | Gösta Cederlund   | Helsingborgs stadsteater |
| 1927 | Peter Krumbak             | Simson och Delila Sven Lange                              | John Westin       | Helsingborgs stadsteater |
| 1927 | Atkins                    | Mysteriet Milton Edgar Wallace                            | Gösta Cederlund   | Helsingborgs stadsteater |
| 1927 | Erik Bogård               | Halta Lena och vindögda Per Ernst Fastbom                 | Albert Nycop      | Helsingborgs stadsteater |
| 1927 | George Grafton            | Bättre folk Avery Hopwood och David Gray                  | Gösta Cederlund   | Helsingborgs stadsteater |
| 1928 | Lafayette, värdshusvärd   | Hotell Fredspipan Oscar Rydqvist                          | Gösta Cederlund   | Helsingborgs stadsteater |
| 1928 | Carl Gustav               | Kristina August Strindberg                                | Rudolf Wendbladh  | Konserthusteatern        |
| 1928 | Senapsfabrikören          | Spanska flugan Franz Arnold och Ernst Bach                | Albert Nycop      | Helsingborgs stadsteater |
| 1928 | Hertigen de Bellencontre  | Du skall ta mig Louis Verneuil                            | Ernst Eklund      | Komediteatern            |